# Rapsodia bulgara
Rapsodia bulgara (in bulgaro: Българска рапсодия oppure Пътят към Коста дел Маресме) è un film del 2014 diretto da Ivan Ničev.
La pellicola, di produzione bulgara, è uscita nelle sale cinematografiche il 5 dicembre 2014. Il film è stato selezionato per l'Oscar al miglior film straniero ma non è arrivato alle nomination finali.

## Trama
L'azione si svolge nel 1943 al culmine della Seconda guerra mondiale quando il Terzo Reich costringe tutti i suoi alleati a deportare gli ebrei dalle proprie terre. La storia della deportazione degli ebrei dalle terre nuove è rappresentata tramite l'amore di tre giovani. Questi sono i due ragazzi Moni e Giogio innamorati di Shelly che vive a Kavala con la sua famiglia. Moni è un ragazzo di origine ebraica e Giogio è il suo migliore amico. È il figlio del conducente del Alexander Belev, Ivan Georgiev.
Dopo qualche mese Shelly e la sua famiglia sono caricati su vagoni nella stazione ferroviaria di Sofia, dove Moni e Giogio provano a salvarla. Shelly condivide il destino di 11 343 ebrei di Macedonia e Tracia occidentale che furono deportati a Treblinka.